# Jochen Schmeckenbecher
Jochen Schmeckenbecher (* 1967 in Hockenheim) ist ein deutscher Opernsänger (Bariton).

## Leben
Seine Ausbildung erhielt Schmeckenbecher bei Kurt Moll an der Hochschule für Musik Köln und bei Richard Cross in New York. Nach festen Engagements am Theater Hagen (1990–1993) und an der Komischen Oper Berlin (1993–1995) ist der Sänger jetzt freischaffend tätig und gastierte bereits an vielen großen Häusern Europas, in den USA und auch in Tokio. Seine Rollenfächer reichen von Papageno in der Zauberflöte über den Pizzaro in Fidelio, Beckmesser in den Meistersingern, Klingsor in Parsifal bis hin zur Titelrolle in Alban Bergs Wozzeck. Des Weiteren wirkte er in Opern von Schubert, Verdi, Puccini, Richard Strauss, aber auch als Dr. Falke in der Fledermaus mit.
Schmeckenbecher sang unter berühmten Dirigenten wie Daniel Barenboim, Nikolaus Harnoncourt, Giuseppe Sinopoli oder Simone Young. Sein Werk liegt in zahlreichen CD- und DVD-Einspielungen vor.
Sein jüngerer Bruder Markus Brück ist ebenfalls Bariton. Er gehört dem Ensemble der Deutschen Oper Berlin an und ist Berliner Kammersänger. Ein älterer Bruder nahm sich das Leben.

## Auszeichnungen
- 2015: Österreichischer Musiktheaterpreis – Goldener Schikaneder in der Kategorie Beste männliche Hauptrolle für die Rolle des Don Quixote/Cervantes in Mann von la Mancha an der Bühne Baden[3]